# Mariano Mariano
Mariano Mariano (Badajoz, 17 de marzo de 1957) es un humorista, monologuista, músico, locutor,  comunicador español.

## Biografía
Mariano Mariano, nace en Badajoz, el 17 de marzo de 1957, en una familia de clase media y vive sus primeros años en el barrio de San Roque de la Ciudad Pacense. 
Humorista, monologuista, músico, escritor, comunicador, conferenciante, Sanitario de Honor del Ejército Español, Consejero de Número del Real Instituto Alfonso XIII, Entrenador de Futbol, Embajador de Honor de Famma COCEMFE, Apoderado de la asociación Española de trasplantados, actor o presentador son sólo algunos de los trabajos que le acreditan y con los que ha conseguido el reconocimiento del público.
En 1990 Mariano Mariano inicia su carrera en solitario como humorista batiendo un récord de actuaciones diarias durante 5 años consecutivos, en "La Carreta", (antiguo tablao Los Canasteros), donde trabaja cada noche , reconocido por crítica y público como uno de los innovadores del "Stand Up Comedian" y compatibiliza con salas emblemáticas de Madrid como "Berlin Cabaret" 1991-2012, Cerebro, San Brasil, La Nuit, Faralaes, Luz de Gas (Barcelona) , Galileo...
En 1995 realiza un programa en la televisión local "TeleSur" de Alcorcón.
El éxito le llega en 1997 con los programas de televisión de Telecinco "Moros y Cristianos" y "Crónicas marcianas" junto a Javier Sardá.
Participa en el programa de éxito "Mira quién baila" de "Televisión Española" interpretando como humorista a un jurado atípico durante seis temporadas del mismo. Creando un personaje que sirvió como modelo en otros programas.
Participa en el concierto  "Via Jazz Villalba "en la edición 2006 compartiendo cartel con "Dona Hightower" y "B.B. King" retransmitido por La 2 de Televisión Española.
En mayo de 2004 publicó el álbum Mi Barrio (Mariano Mariano) para "Universal Music Spain" el cual ha producido.
En enero de 2014 empieza el programa de radio "Mentes peligrosas" el cual presenta y dirige para Libertad FM. 
En 2017 pasa a emitirse en las emisoras de Radio Internacional de España, Radio Metropolitana de Málaga y Libertad FM. 
En 2018 pasa a emitirse también en la emisora Radio 4G de Valladolid. 
A principios de 2019 Mentes Peligrosas pasa emitirse en las emisoras de Radio Inter
En 2015 estrena la obra de teatro "Enradiados" junto a "Javier Segarra" 
En 2016 colabora con la sección "El Guasap de Mariano Mariano" en el programa "No Son Horas" de José Luis Salas de "Onda Cero Radio"
En 2021 el programa de Radio "Mentes Peligrosas de Mariano Mariano" pasa a emitirse en las emisoras de  Onda Madrid Radio Televisión Madrid

## Cine
- 1998 - Papá Piquillo (Álvaro Sáenz de Heredia)
- 2000 – Operación Gónada (Daniel F. Amselem)
- 2001 - Todo me pasa a mí (Miquel García Borda)

## Programas de televisión
- 2023 - Crónicas Marcianas, El Reencuentro - (Telecinco)
- 2023 - Prime Time, La Televisión Que Marcó Nuestras Vidas - (Movistar Televisión)
- 2019 - 31-D: Un golpe de gracia - TVE- Especial Fin de Año - José Mota
- 2019 - El Cielo Puede Esperar - 1 episodio (Movistar Televisión)
- 2017 - Sálvame Deluxe-Invitado-(Telecinco)
- 2017 - Qué tiempo tan feliz-Invitado-(Telecinco)
- 2015 - La goleada (13 TV)
- 2014 - La goleada (13 TV)
- 2014 - Sálvame - Invitado - (Telecinco)
- 2013 - Así nos va - (laSexta)
- 2012 - ¡Arriba ese Ánimo! - (TVE)
- 2010 - La noria - Invitado - (Telecinco)
- 2010 - Tonterías las justas - Invitado - (Cuatro)
- 2010 a 2011 La tarde aquí y ahora - (Canal Sur)
- 2010 - La noria - Invitado - (Telecinco)
- 2009 - Pasapalabra - Invitado - (Telecinco)
- 2009 - Pánico en el plató - Invitado - (Antena 3)
- 2008 - Pasapalabra - Invitado - (Telecinco)
- 2008 - 9 de cada 10 - (TVE)
- 2007 - La Mandrágora (TVE)
- 2007 - En esta noche - (Canal 7 Murcia)
- 2007 - Pasapalabra - Invitado - (Telecinco)
- 2007 - Eurovisión: destino Helsinki (TVE)
- 2006 - Concierto VIA JAZZ (La 2)
- 2006 - Hasta que la tele nos separe - invitado (TVE)
- 2006 - Plaza Mayor - Invitado - (Canal Castilla-La Mancha)
- 2006 - Cacao - Invitado - (Televisión Canaria)
- 2006 - Furor - Invitado - (Telecinco)
- 2006 - El Programa de Arús - Invitado - (TV3)
- 2006 - Salsa rosa - Invitado - (Telecinco)
- 2006 - Territorio Comanche- Invitado - (Telemadrid)
- 2006 - Pasapalabra - Invitado - (Antena 3)
- 2006 - Homo Zapping - Invitado - (Antena 3)
- 2005 a 2006 - Abanibí - (Canal 9)
- 2005 a 2007 - ¡Mira quién baila! - (TVE)
- 2005 - Latrelevisión - (Telecinco)
- 2005 - Pasapalabra - (Antena 3)
- 2004 - Atlantia (TVE)
- 2004 - Crónicas marcianas"Invitado promoción "Mi Barrio"(Telecinco)
- 2004 - Escúchala otra vez - (FORTA)
- 2004 - Latrelevisión -Invitado- (Telecinco)
- 2003 - Telepasión - (TVE)
- 2003 - 2004 - "No es un domingo cualquiera (TVE)
- 2003 a 2005 - Más Humor (ETB)
- 2003 - Pasapalabra (Antena 3)
- 2003 - La Noche Abierta (TVE2)
- 2003 - La Isla de los famosos (Antena 3)
- 2003 - Ya es viernes ¿o no? (Antena 3)
- 2002 - Más Humor (ETB
- 2002 - Al Habla" - invitado (TVE)
- 2002 - Crónicas marcianas" (Telecinco)
- 2001 - Pasapalabra (Antena 3)
- 2001 - El Juego del Euromillón (Telecinco)
- 2001 - Crónicas marcianas" (Telecinco)
- 2000 - Entre Morancos y Omaitas invitado (TVE)
- 2000 - Cara o Cruz (Telecinco)
- 2000 - Crónicas marcianas" (Telecinco)
- 1999 - Waku Waku" (TVE)
- 1999 - Crónicas marcianas" (Telecinco)
- 1998 - Gala TP de Oro (Telecinco)
- 1998 - Crónicas marcianas" (Telecinco)
- 1997 - El Gran Juego de La Oca (Telecinco)
- 1997 a 2002 Crónicas marcianas" (Telecinco)
- 1997 - El Puente” (Telecinco)
- 1996 - Moros y Cristianos (Telecinco)
- 1995 - La Hora MM (Telesur - Madrid)
- 1995 - Esta noche cruzamos el Mississippi - Invitado (monólogo) (Telecinco)
- 1995 - Gala Ceuta, un parque en el Mediterráneo  (Antena3)
- 1992 - VIP Noche - invitado (Telecinco)
- 1978 - Gente joven - concurso (TVE)

## Teatro
- 2007- "Todo viene en los libros" Teatro Muñoz Seca (Madrid)
- 200]- "Todo viene en los libros" Teatro Calderón (Madrid)
- 2008 a 2010 "Todo viene en los libros" Gira de teatros España
- 2015  en gira "Enradiados" junto a "Javier Segarra"
- 2016  "Enradiados" junto a "Javier Segarra" Teatro Arlequín.

## Radio
- 1966 - Colaborador del programa Radio Chupete de Eaj2 Radio de Extremadura Badajoz.
- 1993 a 1996 Colaborador del programa Buenos Días de RNE.
- 1996 a 1997 Colaborador del programa La Ventana de Cadena Ser.
- 2002 a 2006 Colaborador del programa Las Mañanas de Radio 1 de RNE.
- 2006 a 2007 Colaborador del programa La Ola de Radio 1 de RNE.
- 2011 a 2012 Colaborador del programa Abellán en Punto de ABC Punto Radio.
- 2013 - "Mentes Peligrosas" Director y presentador en Libertad FM
- 2014 - "Si se quiere, se Puede" RNE Radio 5.
- 2014 - "Mentes Peligrosas" Director y presentador en Libertad FM
- 2015 - "El Gordini" Gestiona Radio.
- 2016 - "No Son Horas" de José Luís Salas (Onda Cero)
- 2015 - "Mentes Peligrosas" Director y presentador en Libertad FM
- 2016 - "Mentes Peligrosas" Director y presentador en Libertad FM
- 2017 - "Mentes Peligrosas" Director y presentador en Libertad FM - Radio Inter - Radio Metropolitana Mlg
- 2018 - "Mentes Peligrosas" Director y presentador en Libertad FM - Radio Inter Radio Metropolitana Málaga Radio4G Valladolid
- 2019 - "Mentes Peligrosas" Director y presentador en Radio Inter Libertad FM - Radio Internacional Radio Metropolitana Málaga Digital Fm Radio Tenerife
- 2019 - "Surtido De Ibéricos" como invitado, presentado por Carlos Latre (Onda Cero / Melodía FM)
- 2021-presente "Mentes Peligrosas"  Onda Madrid

## Obra
- 2000 - Jodidos pero contentos “Reflexiones de un ciudadano a punto de cabrearse de Editorial Planeta
- 2007 – Todo viene en los libros Teatro.
- 2015 –  en gira - Enradiados- junto a "Javier Segarra" Teatro.

## Conferencias
- "Otro decálogo de la empresa"

## Discografía
- 1997 - "Crónicas Marcianas Mix" (Valemusic)
- 1998 - "Salsa Marciana" Valemusic
- 2000 - "Super Disco Chino" (Enrique del Pozo y Amigos) (Pep Records)
- 2004 - Mi barrio (Universal Music Group)